# Рахманов, Юрий Иванович
Юрий Иванович Рахманов (р. 1937) — шахтостроитель, бригадир проходчиков рудника «Верхний» Дальневосточного горно-металлургического комбината (ныне ОАО «ГМК „Дальполиметалл“»), Герой Социалистического Труда.

## Биография
Родился 12 декабря 1937 года в Тетюхе (Дальнегорске), в горняцкой семье. Учился в школе № 9.
Трудовую деятельность начал в механическом цехе комбината в 1955 году. После службы в армии вернулся на родное предприятие и был направлен на рудник «Верхний». Трудолюбие и любознательность позволили ему в довольно короткий срок овладеть многими специальностями: бурильщика, крепильщика, взрывника, забойного слесаря; машиниста электровоза, погрузочной машины, скреперной лебедки. Его первым бригадиром был Н. Я. Демчук.
Окончив Благовещенский политехникум, в 1965 году Рахманов уже сам возглавил комсомольско-молодежную бригаду проходчиков, которой поручили дать жизнь новому комплексу КПВ-1 (комплекс проходки вертикальных выработок).
Примерно полгода ушло на освоение комплекса: проходили 40, 50, 80 метров в месяц. И, наконец, вот он всесоюзный рекорд — 308 м. Опыт дальнегорцев подхватили десятки других бригад страны. Когда бригада Рахманова прошла за месяц 500 м вертикальных выработок, многие горняки сочли это достижение предельным, утверждали, что большего в сложных условиях Сихотэ-Алиня, достичь невозможно.
В 1971 году проходческая бригада Рахманова за 31 рабочий день сумела пройти 1 253, 5 погонных м восстающих горных выработок с производительностью труда 16, 8 м3 горной породы на одного проходчика в смену, что в 7 раз превысило обычную норму. За достижение рекордных результатов в 1971 г. Ю. И. Рахманов был удостоен звания Героя Социалистического Труда.
Лауреат Государственной премии СССР
Проживает в Москве. В 2005 году принимал участие в голодовке «Золотых Звезд»